# Peter Flinth
Peter Flinth, född 7 november 1964 i Köpenhamn, är en dansk filmregissör.

## Filmografi (filmer som haft svensk premiär)[5]
- 1997 - Örnens öga
- 2000 - Mordkommissionen
- 2005 - Mastermind
- 2007 - Arn: Tempelriddaren
- 2008 - Arn - Riket vid vägens slut
- 2012 – Nobels testamente
- 2012 – En plats i solen